# Bohai-bugten
Bohai-bugten (渤海湾, pinyin: Bóhǎi Wān) er en af de tre bugter som sammen udgør det meste af Bohaihavet ud for kysten af det nordlige Kina. Dette hav er den inderste del af det Gule Hav nord for det Østkinesiske Hav.
Bohai-bugten ligger ud for provinsen Hebei og byprovinsen Tianjin.
De to andre bugter i Bohaihavet er Laizhoubugten i syd og Liaodongbugten i nord.
38°42′N 118°6′Ø / 38.700°N 118.100°Ø